# Hugo (prénom)
Pour les articles homonymes, voir Hugo.
Hugo est un prénom masculin.

## Variantes
- français : Hugues; patronymes Hue, Hugon, Huon
- anglais : Hughes ou Hugh
- allemand, espagnol, latin, néerlandais, polonais, portugais,  danois, norvégien, suédois, slovaque, tchèque : Hugo
- vieux norrois, islandais, féroïen, danois : Hugi
- hébreu : הוגו
- hongrois, islandais : Hugó
- italien : Ugo
- russe : Гюго

## Signification
Il s'agit de la forme espagnole et allemande correspondant au français « Hugues ». C'est un anthroponyme d'origine proto-germanique, formé à partir de l'étymon proto-germanique *hugi qui signifie « esprit » et « pensée » et apparenté au vieux haut allemand hugu ou hugi[réf. nécessaire] de même sens (comprendre l'élément HUG). 
Il a donné « Hugues » en français et « Hugon » au cas régime, formes savantes. Les formes populaires de langue d'oïl Hue et Huon sont sorties de l'usage à la fin du Moyen Âge et ne subsistent plus que comme patronymes. Les formes anglaises Hughes et Hugh procèdent du français, le digramme « gh » valant « gu » dans certains textes picards et wallons. Le prénom Hugo a commencé à apparaître en France vers la fin du XXe siècle, par emprunt du prénom espagnol (tels qu'Enzo ou Lucas).
Les Hugobertides sont les membres d’une famille de la noblesse franque issue de Hugobert. Elle possède des terres entre Trèves et Cologne.

## Popularité
Entre 1900 et 2021, 148 682 personnes ont été prénommées Hugo en France.

## Sur Wikipédia
- Pour l'ensemble des articles sur les personnes portant ce prénom, consulter :
  - la liste des articles dont le titre commence par ce prénom
  - les listes produites par Wikidata : Liste des personnes de prénom « Hugo » — même liste en incluant les éventuels prénoms composés qui contiennent « Hugo ».